# Centralia (Illinois)
Centralia é uma cidade localizada no estado americano de Illinois, no Condado de Clinton e Condado de Jefferson e Condado de Marion  e Condado de Washington.

## Demografia
Segundo o censo americano de 2000, a sua população era de 14 136 habitantes.
Em 2006, foi estimada uma população de 13 732, um decréscimo de 404 (-2.9%).

## Geografia
De acordo com o United States Census Bureau tem uma área de
19,8 km², dos quais 19,4 km² cobertos por terra e 0,4 km² cobertos por água.

## Localidades na vizinhança
O diagrama seguinte representa as localidades num raio de 12 km ao redor de Centralia.